# Jude Watson
Pour les articles homonymes, voir Watson et Blundell.
Œuvres principales
- Série Les Apprentis Jedi
- Série Les 39 Clés
- Ce que j'ai vu et pourquoi j'ai menti

Judy Blundell, plus connue sous son pseudonyme Jude Watson, née à New York, est une romancière américaine de science-fiction. Elle est entre autres célèbre pour ses livres jeunesses se déroulant dans l'univers Star Wars.

## Biographie
Elle obtient le National Book Award 2008 avec le roman Ce que j'ai vu et pourquoi j'ai menti (What I Saw and How I Lied) publié sous son patronyme.

## Œuvres

### UniversStar Wars

#### SérieLes Apprentis Jedi
1. La Menace surgie du passé, Pocket Jeunesse, 2002 ((en) The Dark Rival, 1999)
2. Les Voleurs de mémoire, Pocket Jeunesse, 2002 ((en) The Hidden Past, 1999)
3. La Marque royale, Pocket Jeunesse, 2002 ((en) The Mark of the Crown, 1999)
4. Jedi contre Jedi, Pocket Jeunesse, 2002 ((en) The Defenders of the Dead, 1999)
5. L’Heure du choix, Pocket Jeunesse, 2002 ((en) The Uncertain Path, 2000)
6. Le Temple assiégé, Pocket Jeunesse, 2003 ((en) The Captive Temple, 2000)
7. Le Jour du jugement, Pocket Jeunesse, 2003 ((en) The Day of Reckoning, 2000)
8. Le Combat pour la vérité, Pocket Jeunesse, 2003 ((en) The Fight for Truth, 2000)
9. La Paix menacée, Pocket Jeunesse, 2003 ((en) The Shattered Peace, 2000)
10. Chasseuse de primes, Pocket Jeunesse, 2003 ((en) The Deadly Hunter, 2000)
11. Danger mortel, Pocket Jeunesse, 2003 ((en) The Evil Experiment, 2001)
12. Périlleux Sauvetage, Pocket Jeunesse, 2004 ((en) The Dangerous Rescue, 2001)
  - Édition spéciale I : Trahisons, Pocket Jeunesse, 2005 ((en) Special Edition I: Deceptions, 2001)
13. Les Liens les plus forts, Pocket Jeunesse, 2004 ((en) The Ties That Bind, 2001)
14. La Fin de l'espoir, Pocket Jeunesse, 2004 ((en) The Death of Hope, 2001)
15. Désir de vengeance, Pocket Jeunesse, 2004 ((en) The Call to Vengeance, 2001)
16. L'Unique Témoin, Pocket Jeunesse, 2004 ((en) The Only Witness, 2002)
17. Les Erreurs du passé, Pocket Jeunesse, 2004 ((en) The Threat Within, 2002)
  - Édition spéciale II : Les Disciples noirs, Pocket Jeunesse, 2005 ((en) Special Edition II: The Followers, 2002)

#### SérieJedi Quest
1. (en) Path to Truth, 2001
2. (en) The Way of the Apprentice, 2002
3. (en) The Trail of the Jedi, 2002
4. (en) The Dangerous Games, 2002
5. (en) The Master of Disguise, 2002
6. (en) The School of Fear, 2003
7. (en) The Shadow Trap, 2003
8. (en) The Moment of Truth, 2003
9. (en) The Changing of the Guard, 2004
10. (en) The False Peace, 2004
11. (en) The Final Showdown, 2004

#### SérieThe Last of the Jedi
1. (en) The Desperate Mission, 2005
2. (en) Dark Warning, 2005
3. (en) Underworld, 2005
4. (en) Death on Naboo, 2006
5. (en) A Tangled Web, 2006
6. (en) Return of the Dark Side, 2006
7. (en) Secret Weapon, 2007
8. (en) Against the Empire, 2007
9. (en) Master of Deception, 2008
10. (en) Reckoning, 2008

#### SérieStar Wars Journals
- (en) Star Wars Journal: Captive to Evil by Princess Leia Organa, 1998
- Star Wars, épisode I : Journal : Amidala, Pocket Jeunesse, 1999 ((en) Star Wars Episode I Journal: Queen Amidala, 1999)
- (en) Star Wars Episode I Journal: Darth Maul, 2000

#### Romans indépendants
- (en) Legacy of the Jedi, 2003
- (en) Secrets of the Jedi, 2005

### UniversLes 39 Clés

#### SérieLes 39 Clés
1. Expédition en Egypte, Bayard Jeunesse, 2011 ((en) Beyond the Grave, 2009)
2. Destination Krakatoa, Bayard Jeunesse, 2011 ((en) In Too Deep, 2009)

#### SérieCahill contre Vesper
1. La Menace Vesper, Bayard Jeunesse, 2014 ((en) Vespers Rising, 2011)Écrit avec Peter Lerangis, Gordon Korman et Rick Riordan.
2. Piégés en Allemagne, Bayard Jeunesse, 2014 ((en) A King's Ransom, 2011)

#### SérieCahill contre Pierce
1. La Menace Pierce, Bayard Jeunesse, 2016 ((en) Nowhere to Run, 2013)

#### SérieCahill contre Cahill
1. Mission Titanic, Bayard Jeunesse, 2018 ((en) Mission Titanic, 2015)

### SérieBrides of Wildcat County
1. (en) Impetuous: Mattie's Story, 1996
2. (en) Scandalous: Eden's Story, 1995
3. (en) Audacious: Ivy's Story, 1995

### SériePremonitions
1. (en) Premonitions, 2005
2. (en) Disappearance, 2005

### SérieHorizon
Chaque volume de cette série est écrit par un écrivain différent. Les auteurs des autres volumes sont : Scott Westerfeld (tome 1), Jennifer A. Nielsen (en) (tome 2) et Matthew Tobin Anderson (en) (tome 4) et Aditi Khorana (en) (tome 5).
1. Out of Time, Albin Michel Jeunesse, 2018 ((en) A Warp in Time, 2018)

### Romans indépendants
- Ce que j'ai vu et pourquoi j'ai menti, Gallimard Jeunesse, 2011 ((en) What I Saw and How I Lied, 2008)Écrit sous le vrai nom de l'auteur, Judy Blundell - National Book Award 2008